# Il–112
Az Il–112 (oroszul: Ил–112) orosz könnyű teherszállító repülőgép, amelyet az Iljusin repülőgéptervező-iroda fejlesztett ki. Első felszállására 2019. március 30-án került sor.  Egy repülőképes prototípusa volt, amely 2021. augusztus 17-én lezuhant. Az An–26-os szállító repülőgépek leváltására tervezték. A fejlesztési program jelentős csúszást szenvedett, az első prototípus katasztrófája miatt a további prototípusok építését is felfüggesztették. Korábban katonai és polgári változatát tervezik,  előbbit Il–112V, utóbbit Il–112T típusjelzéssel. 2023 októberében vált ismertté, hogy az Il–112V fejlesztési projektjét véglegesen törölték. Az Il – 112V alapján, annak sárkányszerkezetét felhasználva egy gázturbinás sugárhajtóművel felszerelt új repülőgép kifejlesztését tervezik Il–212 típusjelzéssel.

## Története
Az Il–112 típusjelzést először az 1990-es évek elején az Il–114-es utasszállító tervezett rövidebb törzsű változatára használták. Az a terv azonban végül nem valósult meg. A 2000-es évek elején az orosz védelmi minisztérium felhívására több tervezőiroda is elkezdett dolgozni egy olyan könnyű katonai szállító repülőgép tervein, amit a kiöregedő An–26-os gépek váltótípusának szántak. Az Iljusin tervezőiroda ehhez a géphez az Il–112V jelzést használta. 2004 áprilisában az orosz védelmi minisztérium értékelésén az Il–112V terv került ki győztesként az RSZK MiG MiG–110, a Mjasziscsev tervezőiroda M–60 LVTSZ és a Tupoljev Tu–136T projektje előtt. A védelmi minisztérium 10 gép elkészítésére írt alá szerződést az Ijusin Finance céggel, a gépeket e szerint 2010-ig kellett volna átadni. 2005-ös sajtóinformációk szerint a gép első felszállását 2006-ra tervezték, majd 2007-től készültek volna az előszéria gépei. A sorozatgyártást évi 18 darabos kapacitással tervezték. A program finanszírozása azonban bizonytalanná vált, a fejlesztés lelassult, majd 2010-ben a védelmi minisztérium felfüggesztette a finanszírozást.
2011 májusában az orosz védelmi minisztérium kiszállt a program mögül. Ezzel egy időben az ukrán An–140 merült fel mint alternatíva az An–26-osok leváltására. Ekkor Oroszország hat darab An–140-est vásárolt a légierő számára, júniusban pedig leállt az Il–112 első prototípusának építése is.
2013 januárjában az Orosz Légierő a program folytatását javasolta a védelmi minisztériumnak. A következő évben az Iljusin tervezőiroda a Klimov Gépgyárral tárgyalt az Il–112-hez szükséges hajtóművek gyártásáról. 2014 decemberében kötött szerződést az Iljusin tervezőiroda az orosz védelmi minisztériummal a repülőgép kifejlesztéséről.
2016-2017 folyamán elkészült az első repülőképes prototípus. Ezzel az Il–112V változatú, RF-41400 lajstromjelet kapott géppel 2019. március 30-án hajtották végre az első felszállást Voronyezsben. A gép felszálló tömege azonban 2 tonnával haladta meg az orosz védelmi minisztérium által meghatározott maximális értéket. Emiatt az Iljusin a gép szerkezeti tömegének jelentős csökkentését célzó módosítást kezdett el. Az új, csökkentett felszálló tömegű változat elkészítését 2020-ra tervezték.
Az egyetlen repülőképes prototípus 2021. augusztus 17-én lezuhant. 2022. február 22-én bejelentették, hogy a katasztrófa kivizsgálásának befejezéséig a voronyezsi repülőgépgyár a második és a harmadik prototípus építését ideiglenesen felfüggesztette. Végül 2023 októberében jelentették be, hogy a fejlesztési programot véglegesen törölték. Az Il–112V alapjain PD–8 gázturbinás sugárhajtóművekkel felszerelt új könnyű szállító repülőgép kifejlesztését tervezik Il–212 típusjelzéssel.

## Balesete

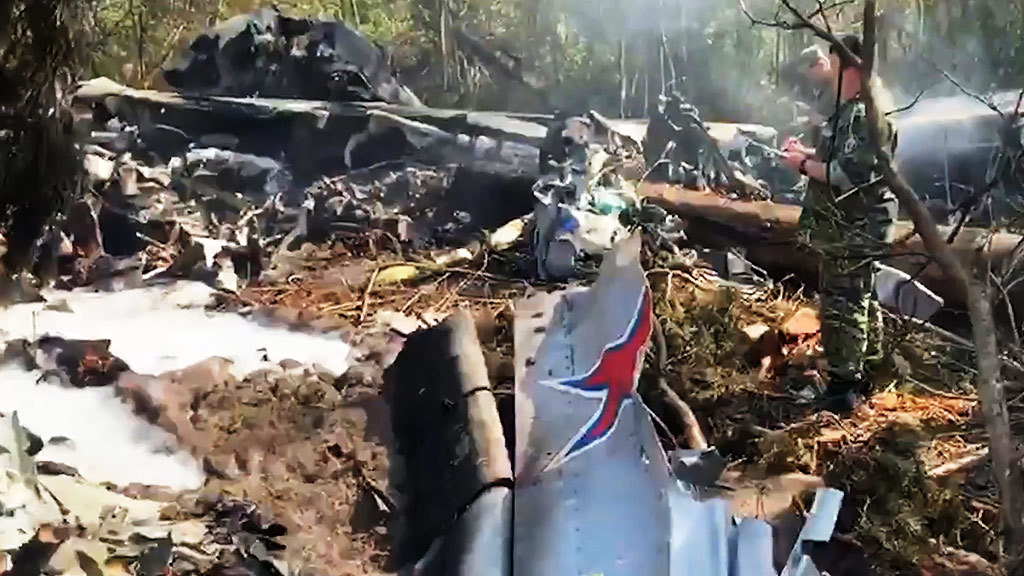
A katasztrófát szenvedett prototípus roncsai

Az Il–112V prototípusa 2021. augusztus 17-én a kubinkai repülőtérnél leszállás közben lezuhant, miután kigyulladt a jobb oldali hajtóműve. A balesetben a gép fedélzetén tartózkodó mind a három személy életét vesztette. A repülőgéppel előzőleg augusztus 13-án repültek Voronyezsből a kubinkai légibázisra, hogy ott részt vegyen az augusztus 22–28. között rendezendő Armija–2021 hadiipari kiállításon.

## Műszaki adatok (Il–112V)[11]

### Geometriai méretek és tömegadatok
- Hossz: 24,15 m
- Fesztáv: 27,6 m
- Magasság: 8,89 m
- Szárnyfelület: 65 m²
- Maximális felszállótömeg: 21 000 kg
- Maximális hasznos terhelés: 5000 kg

### Hajtóművek
- Hajtóművek száma: 2
- Hajtóművek típusa: TV7–117SZT
- Hajtómű teljesítménye: 2610 kW (3500 LE)

### Repülési adatok
- Utazósebesség: 450–500 km/h
- Maximális utazómagasság: 7600 m
- Hatótávolság: 2400 km (3500 kg hasznos terheléssel)